# الولوف

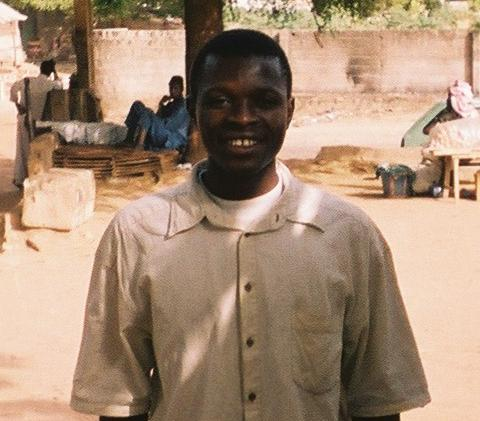

الولوف أو الوَلَف هي مجموعة عرقية تتواجد في غرب أفريقيا في كل من السنغال وموريتانيا وغامبيا وهم في غالبيتهم مسلمون بنسبة 90 % ويتكلمون اللغة الولفية.
في السنغال حيث يقطن غالبية الولف، يشكلون 43 % من مجموع السكان، ويتركزون في دكار وكجور وبول ووالو وجلف وسالم وهذه المدن تشكل الغالبية العظمى من السكان، كما يتركزون في بقية الأقاليم في فوتا وكازمانس بشكل أفل. 80 % من من سكان السنغال يتكلمون اللهجة الولفية وإن لم ينتموا إلى عرقية الولف في الأصل. الولوف ترجع أصولهم إلى مصر القديمة حيث أثبتت ذلك دراسات الشيخ أنت جوب التي قارنت بين اللغة المصرية القديمة واللغة الولفية
و في غامبيا يشكل الولف حوالي 15 % من مجموع السكان حيث يتواجدون في العاصمة بانجول حيث أن كل من إثنين ينتمي عرقية الولف ومع ذلك فهم أقلية في هذا البلد مقارنة من المجموعات العرقية الأخرى.
في جنوب موريتانيا تقطن أقلية ولفية مقارنة بالبلدان الأخرى حيث يمثلون فقط 7% من السكان.